# Eduard Schilbach
Wilhelm Eduard Karl Schilbach (* 26. März 1830 in Greiz; † 25. April 1913 ebenda) war ein deutscher Kaufmann und Politiker.

## Leben
Schilbach war der Sohn des Kaufmanns und Ratsinspektors Heinrich Eduard Schilbach und dessen Ehefrau Louise Henriette Myde aus Greiz. Sein Bruder Heinrich Schilbach war ebenfalls Kaufmann und Abgeordneter in Greiz. Die Schwester Marianne (1835–1919) heiratete den Kaufmann und Abgeordneten Lucian Hempel, die Schwester L(o)uise (1840–1919) heiratete den Juristen und Abgeordneten Adolph Werner. Schilbach, der evangelisch-lutherischer Konfession war, heiratete am 15. Juni 1857 in Greiz Emilie Mathilde Listner (* 7. April 1837 in Greiz; † 10. Dezember 1901 ebenda), die Tochter des fürstlichen Hofschieferdeckermeisters Johannes Heinrich Listner. Am 28. April 1905 trat er aus der Kirche aus.
Schilbach lebte als Kaufmann in Greiz. Er war von 1867 bis 1870 Stadtverordneter der Stadt Greiz. Vom 25. November 1872 bis zum 10. Dezember 1873 war er Abgeordneter im Greizer Landtag. Er wurde im Wahlkreis AW 7 gewählt.